# Veličastni Ambersonovi
Veličastni Ambersonovi (angleško The Magnificent Ambersons) je ameriški dramski film iz leta 1942, ki ga je produciral, režiral in zanj napisal scenarij Orson Welles. Temelji na romanu The Magnificent Ambersons Bootha Tarkingtona iz leta 1918, za katerega je prejel Pulitzerjevo nagrado. Zgodba prikazuje vse slabšo usodo bogate družine s srednjega zahoda ZDA in učinek avtomobila na družbo. V glavnih vlogah nastopajo Joseph Cotten, Dolores Costello, Anne Baxter, Tim Holt, Agnes Moorehead in Ray Collins, Welles pa je pripovedovalec.
Welles je izgubil nadzor nad montažo filma proti studiu RKO, zato se končna različica močno razlikuje od grobo montirane Wellesove različice. Studio je odrezal več kot pol ure filma ter zamenjal in na novo posnel konec. Čeprav so se ohranili izčrpni Wellesovi zapiski o njegovih željah glede montaže filma, se bili izrezani prizori uničeni. Skladatelj Bernard Herrmann je vztrajal, da njegovo ime umaknejo, ker je studio poleg filma močno spremenil tudi glasbeno podlago.
Film je bil premierno prikazan 10. julija 1942. Kljub montaži proti volji režiserja se film pogosto uvršča med najboljše filme vseh časov, skupaj s predhodnim Wellesovim filmom Državljan Kane. Na 15. podelitvi je bil nominiran za oskarja za najboljši film, scenografijo, fotografijo in stransko igralko (Moorehead). Leta 1991 ga je ameriška Kongresna knjižnica izbrala za ohranitev v okviru Narodnega filmskega registra zavoljo njegove »kulturne, zgodovinske ali estetske vrednosti«.

## Vloge
- Joseph Cotten kot Eugene Morgan[8]
- Dolores Costello kot Isabel Amberson Minafer[8]
- Anne Baxter kot Lucy Morgan[8]
- Tim Holt kot George Amberson Minafer[8]
- Agnes Moorehead kot Fanny Minafer[8]
- Ray Collins kot Jack Amberson[8]
- Erskine Sanford kot Roger Bronson[8]
- Richard Bennett kot major Amberson[8]
- Don Dillaway kot Wilbur Minafer[8]
- Orson Welles kot pripovedovalec[8]